# چیزی کوتاه از بهشت
چیزی کوتاه از بهشت (به انگلیسی: Something Short of Paradise) فیلمی محصول سال ۱۹۷۹ و به کارگردانی دیوید هلپرن است. در این فیلم بازیگرانی همچون سوزان ساراندون، دیوید اشتاینبرگ، ژان-پیر آمون و جو گریفاسی ایفای نقش کرده‌اند.